# 宇野隆夫
宇野 隆夫（うの たかお、1950年 - ）は、日本の考古学者。文学博士（大阪大学・論文博士・1992年）。国際日本文化研究センター名誉教授。帝塚山大学文学部客員教授。

## 来歴・人物
熊本県出身。甲陽学院高等学校卒、1974年京都大学文学部史学科卒業、1977年同大学院文学研究科博士課程単位取得退学、京都大学埋蔵文化財研究センター助手。1985年富山大学人文学部助教授、1992年「律令社会の考古学的研究 -北陸を舞台として」で大阪大学より文学博士の学位を取得。1993年教授、1999年10月国際日本文化研究センター教授となり、2012年、副所長。2013年3月末もって退任、同年4月より帝塚山大学人文学部教授となり、その後は現職。

## 著作

### 単著
- 『考古資料にみる古代と中世の歴史と社会』（真陽社、1989）
- 『律令社会の考古学的研究 ― 北陸を舞台として』（桂書房、1991）
- 『荘園の考古学』（青木書店、2001）

### 編著
- 『実践考古学GIS 先端技術で歴史空間を読む』（NTT出版、2006）
- 『ユーラシアの古代都市・集落の歴史空間を読む』（勉誠出版、2010）
- 『モノと技術の古代史 木器編』（吉川弘文館、2018）

### 共編著
- 『亀の古代学』（千田稔共編、東方出版、2001）
- 『武器の進化と退化の学際的研究 国際日本文化研究センター共同研究報告 弓矢編』石井紫郎、赤澤威共編　国際日本文化研究センター 2002 日文研叢書
- 『東アジアと「半島空間」―山東半島と遼東半島―』（千田稔共編、思文閣出版、2003）
- 『古代東アジア交流の総合的研究 国際日本文化研究センター共同研究報告』王維坤共編　人間文化研究機構国際日本文化研究センター 2008 日文研叢書
- 『ダブシア城―中央アジア・シルクロードにおけるソグド都市の調査―』（ベルディムロドフ・アムリディン共編、真陽社、2013）